# بی‌سلاح‌ددان
بی‌سلاح‌ددان (نام علمی: Anoplotheriidae) نام یک تیره از تیره شتریان است.